# شبدر سیاه
شبدر سیاه یا بلک کِلوُوِر (ژاپنی: ブラッククローバー هپبورن: Burakku Kurōbā) یک مجموعه مانگای ژاپنی است که توسط یوکی تاباتا نوشته و مصور سازی شده و به‌وسیلهٔ انتشارات شوئیشا در ۱۶ فوریه ۲۰۱۵ در مجلهٔ شونن مانگا هفته‌نامه شونن جامپ منتشر شد و تا کنون ۳۳ سری از آن(تا نوامبر ۲۰۲۲) به چاپ رسیده است. مانگا ابتدا توسط زیبک در سال ۲۰۱۷ تبدیل به اووی‌ای شد و سپس مجموعه تلویزیونی انیمه آن هم در همان سال توسط پیرو عرضه شد. داستان دنبال کننده ی پسری به نام آستا است که در دنیایی که در آن همه نیروی جادویی دارند بدون جادو به دنیا آمده و مصمم است که پادشاه بعدی جادو شود.

## بازی ویدئویی
در جامپ فستا ۲۰۱۷، یک بازی ویدیویی، با عنوان Black Clover: Quartet Knights، برای انتشار در سال ۲۰۱۸ برای پلی‌استیشن ۴ و مایکروسافت ویندوز اعلام شد. این عنوان توسط Ilinx توسعه یافته و توسط باندای نامکو منتشر شده‌است. این نسخه در ژاپن در ۱۳ سپتامبر ۲۰۱۸ منتشر شد، در حالی که نسخه غربی در ۱۴ سپتامبر ۲۰۱۸ بود. یک بازی موبایل به نام( Black Clover: Phantom Knights (ブ ラ ッ ク ク ロ ー バ 夢幻 夢幻 の 団 ، Burakku Kurōbā: Mugen no Kishidan اعلام شده است. این در ژاپن در ۱۴ نوامبر ۲۰۱۸ منتشر شد. در تاریخ ۶ دسامبر ۲۰۱۹، باندای نامکو اعلام کرد که این بازی در ۱۶ ژانویه سال ۲۰۲۰ منتشر می‌شود. 
آستا به عنوان یک شخصیت قابل بازی در بازی نیروی پرش معرفی شده‌است.